# Buckowseerinne
Buckowseerinne este o arie protejată (arie specială de conservare — SAC, sit de importanță comunitară — SCI) din Germania întinsă pe o suprafață de 507,15 ha, integral pe uscat.

## Localizare
Centrul sitului Buckowseerinne este situat la coordonatele 52°53′31″N 13°44′11″E / 52.8919°N 13.7364°E.

## Înființare
Situl Buckowseerinne a fost declarat sit de importanță comunitară în septembrie 2000 pentru a proteja 8 specii de animale. Situl a fost protejat și ca arie specială de conservare în iunie 2004.

## Biodiversitate
Situată în ecoregiunea continentală, aria protejată conține 7 habitate naturale: Ape puternic oligomezotrofe cu vegetație bentonică cu Chara spp., Lacuri eutrofice naturale cu vegetație de tip Magnopotamion sau Hydrocharition, Pajiști stepice subpanonice, Păduri de fag Asperulo-Fagetum, Păduri de stejar sau de stejar și carpen sub-atlantice și medio-europene de Carpinion betuli, Mlaștini împădurite, Păduri aluvionare cu Alnus glutinosa și Fraxinus excelsior (Alno-Padion, Alnion incanae, Salicion albae).
La baza desemnării sitului se află mai multe specii protejate:
- amfibieni (2): buhai de baltă cu burta roșie (Bombina bombina), triton cu creastă (Triturus cristatus)
- mamifere (3): liliac cârn (Barbastella barbastellus), castor (Castor fiber), vidră de râu (Lutra lutra)
- nevertebrate (1): libelule (Leucorrhinia pectoralis)
- pești (2): zvârluga (Cobitis taenia), boarță (Rhodeus sericeus amarus)

Pe lângă speciile protejate, pe teritoriul sitului au mai fost identificate 1 specie de amfibieni, 1 specie de reptile.